# Gribowski G-30
Die Gribowski G-30 (russisch Грибовский Г-30, auch: Gribowski G-11M) war ein Flugzeug des sowjetischen Flugzeugkonstrukteurs Wladimir Gribowski. Es war die motorisierte Variante der Gribowski G-29, die entwickelt wurde, nachdem sich das Ende der Serienfertigung der G-29 abzeichnete, weil Schleppflugzeuge und entsprechend ausgebildete Piloten fehlten.
Zu diesem Zweck wurde ein Triebwerk an Streben über den Tragflächen montiert, nachdem man zunächst auch einen Motor in der Nase des Flugzeugs untersucht hatte. Im Sommer 1942 wurden Flugversuche mit einem 5-Zylinder-Sternmotor Schwezow M-11 durchgeführt, die jedoch nicht befriedigten. Man sah daraufhin den Einsatz eines 6-Zylinder-Reihenmotors Renault Bengali MW-6 vor. Dies kam jedoch nicht mehr zur Ausführung. Die G-30 wurde mit dem Ende der Produktion der G-29 1942 ebenfalls eingestellt. Mit der Einführung der Schtscherbakow Schtsche-2 gab es auch keinen Bedarf mehr an einem leichten Transportflugzeug dieser Klasse.

## Technische Daten
| Kenngröße       | Daten             |
| --------------- | ----------------- |
| Länge           | 10,84 m           |
| Spannweite      | 18,00 m           |
| Flügelfläche    | 30,00 m²          |
| Flügelstreckung | 10,8              |
| Leermasse       | 1500 kg           |
| max. Startmasse | 2400 kg           |
| Triebwerk       | ein Schwezow M-11 |
| Leistung        | 74 kW (100 PS)    |